# Pacanów
Pacanów ist eine Stadt im Powiat Buski in der Woiwodschaft Heiligkreuz in Polen. Sie hat etwa 1.137 Einwohner (2003).
Pacanów ist Verwaltungssitz der Stadt-und-Land-Gemeinde (gmina miejsko-wiejska) Pacanów mit 7.800 Einwohnern und einer Fläche von 123,8 km². 87 % der Fläche der Gemeinde werden landwirtschaftlich genutzt.

## Geschichte
Pacanów erhielt 1265 das Stadtrecht. Im 14. Jahrhundert zählte die Stadt ca. 800 Einwohner und war damals größer als Kielce. Im Jahr 1700 wütete Cholera in der Stadt, die zahlreiche Todesfälle verursachte. 1854 folgte eine verheerende Brandkatastrophe. Zum 13. Januar 1870 wurde das Stadtrecht aberkannt. Zum 1. Januar 2019 wurde Pacanów wieder zur Stadt erhoben.

## Gemeinde
Zur Stadt-und-Land-Gemeinde (gmina miejsko-wiejska) Pacanów gehören 28 Ortschaften mit einem Schulzenamt.

## Sehenswürdigkeiten
In der zweiten Hälfte des 13. Jahrhunderts wurde die Basilika St. Martin (Kościół św. Marcina) gebaut, die im 17. Jahrhundert und um 1768 ausgebaut wurde.

## Przygody Koziołka Matołka
Pacanów ist vor allem als ein Ort bekannt, den der Held der in Polen sehr populären Kinderbücher der Serie Przygody Koziołka Matołka von Kornel Makuszyński suchen sollte. Es handelt sich um einen Ziegenbock, der überzeugt ist, die Hufschmiede des Ortes wären bereit, Ziegen mit Hufeisen zu beschlagen. In den Jahren 1933 und 1934 sind insgesamt vier Bücher erschienen, sie wurden in der Form der Zeichentrickfilme mehrmals verfilmt.
Seit 2003 findet im Ort das Festival Festiwal Kultury Dziecięcej (Festival der Kinderkultur) statt.